# Амбани, Мукеш
Мукеш Дхирубхай Амбани (англ. Mukesh Dhirubhai Ambani, род. 19 апреля 1957, Аден, Йемен) — индийский бизнесмен и самый богатый человек в Индии по версии журнала «Форбс» 2008 года, с учетом того, что миллиардер Лакшми Миттал постоянно живёт в Великобритании. Председатель совета директоров, управляющий и основной владелец индийской компании Reliance Industries, являющейся самой крупной компанией в частном секторе Индии. Его доля в компании составляет 48 %.
Состояние Мукеша Амбани оценивалось в 83,4 млрд долларов — по версии журнала «Форбс» за 2023 год. Он сохраняет статус самого богатого человека в Индии. Живёт в собственном небоскрёбе «Антилия» площадью 37 000 м², что делает его самым большим частным жилым домом в мире.

## Биография
Родился 19 апреля 1957 года в Адене, Йемен.
На июль 2010 года Мукеш Амбани являлся самым богатым человеком Азии, а также занимал четвертое место в мире по размеру состояния с капиталом в размере US$ 29,0 миллиардов. По прогнозу журнала «Форбс», к 2014 году Мукеш Амбани должен был стать самым богатым человеком в мире.
Мукеш и его младший брат Анил (также являющийся миллиардером и владельцем своей собственной компании Reliance Anil Dhirubhai Ambani Group) — дети умершего основателя Reliance Industries Дхирубхая Амбани — продолжают 3-летнюю судебную тяжбу друг против друга по поводу цен на доставку газа и обвиняют друг друга в использовании нечистоплотных методов.

## Семья
Мукеш женат на Ните Амбани и воспитывает троих детей, которых зовут Акаш (Akash), Анант (Anant) и Иша (Isha).